# Флетч (фильм)
«Флетч» (англ. Fletch) — художественный фильм 1985 года по одноимённому роману американского писателя Грегори Макдональда.
В 1989 году фильм получил продолжение — «Флетч жив».

## Сюжет
Этого безумного парня друзья зовут просто Флетч, и он — великий мастер перевоплощения и прирождённый хамелеон. Его журналистские расследования — всегда головокружительные авантюры и удивительные приключения.
Как-то раз, готовя очерк о торговле наркотиками, Флетч, переодевшись бомжом, отправляется собирать информацию. Но вместо информации Флетч получает совершенно невероятное предложение.
Некий Алан Стэнвик предлагает лже-бомжу убить его за «скромное» вознаграждение в 50 000 долл. Новоявленный заказчик сообщает Флетчу, что смертельно болен, дни его сочтены, но если Стэнвику «помогут» отправиться на тот свет, то его жена получит значительную страховку.
Профессиональное чутьё Флетча тут же подсказывает ему, что здесь дело нечисто, и он берётся за «мокрое» дело, ещё не подозревая, какие злоключения его поджидают!

## В ролях
| Актёр / Актриса      | Роль в фильме         |
| -------------------- | --------------------- |
| Чеви Чейз            | Ирвин «Флетч» Флетчер |
| Джо Дон Бэйкер       | шеф Джерри Карлин     |
| Дана Уиллер-Николсон | Гейл Стэнвик          |
| Ричард Либертини     | Фрэнк Уокер           |
| Тим Мэтисон          | Алан Стэнвик          |
| М. Эммет Уолш        | доктор Джозеф Долан   |
| Джордж Вендт         | «Толстяк» Сэм         |
| Ларри Флэш Дженкинс  | Гамми                 |
| Кеннет Марс          | Стэнтон Бойд          |
| Джина Дэвис          | Ларри                 |
| Билл Хендерсон       | рассказчик            |
| Уильям Трейлор       | Тед Андерхилл         |